# الفتيات والدبابات
الفتيات والدبابات هو مسلسل أنمي ياباني من تأليف ريكو يوشيدا، تم تحويلها ل 9 سلسلات مانغا ورواية خفيفة نشرت من قبل ميديا فاكتوري.